# Dvorac Mihanović
Dvorac Mihanović je višeslojni objekt u mjestu Tuheljske Toplice, općini Tuheljske Toplice, zaštićeno kulturno dobro.

## Opis dobra
Dvorac Mihanović nalazi se na povišenom položaju nedaleko kupališta, okružen ostacima nekad prostranog parka. Nakon obitelji Erdödy, bio je u vlasništvu obitelji Brigljević, u koju se udala sestra Antuna Mihanovića, pa je, kako je Antun Mihanović ovdje često boravio, otuda i poteklo ime dvora. Pravokutnog je tlocrta orijentiran glavnim jugoistočnim pročeljem prema parku, s centralno smještenom altanom, koju nose četiri stupa. Sjeverozapadno ulazno pročelje ima istaknuti središnji erker, u prizemlju otvoren ulaznim trijemom s lukovima. Sagrađen je u prvoj pol. 19. st. u tradicionalnim oblicima klasicističke arhitekture dvoraca i kurija sjeverozapadne Hrvatske.

## Zaštita
Pod oznakom Z-5008 zavedena je kao nepokretno kulturno dobro – pojedinačno, pravna statusa zaštićena kulturnog dobra, klasificirano kao "profana graditeljska baština".